# 한국미래산업고등학교
한국미래산업고등학교(韓國未來産業高等學校)는 대한민국 경상북도 영주시 하망동에 있는 사립 고등학교이다.

## 학교 연혁
- 1969년 10월 4일 : 학교법인 동산교육재단 설립인가
- 1969년 11월 27일 : 초대 이사장 우성태 장로 취임
- 1969년 11월 27일 : 동산여자중학교 설립인가(전 9학급)
- 1972년 12월 26일 : 동산여자상업고등학교 설립인가(전 6학급)
- 1973년 3월 3일 : 초대 우혜룡 교장 취임
- 1978년 3월 1일 : 학칙변경 동산여자상업고등학교(전 21학급)
- 1996년 10월 15일 : 학교이전 및 신축 준공식
- 1999년 3월 1일 : 동산여자전산고등학교 사무자동화과(3학급), 정보처리과(6학급), 경영정보과(6학급), 시각디자인과(3학급) 학칙변경(전 18학급)
- 2002년 2월 16일 : 다목적강당 498.94m2 신축
- 2005년 9월 28일 : 미용·가사 실습동(예지관) 644.40m2 준공
- 2006년 3월 1일 : 영주동산고등학교(남녀공학)로 교명 변경 / 인터넷비지니스과(3학급), 웹운영과(6학급), 인터넷영상과(3학급), 피부미용과(3학급), 특수학급(1학급) 학칙변경(전 16학급)
- 2011년 3월 1일 : 선진형 교과교실제 운영학교 선정(경상북도교육청)
- 2012년 1월 17일 : 학생급식소(엘림관) 770.61m2 준공
- 2013년 3월 27일 : 제7대 이사장 장화자 권사 취임
- 2019년 2월 28일 : 기숙사(동산학사) 1,264평 준공
- 2020년 4월 2일 : (지역연계) 혁신지원사업 운영학교 지정
- 2020년 4월 6일 : 라온관(체육관) 279.4m2 준공
- 2023년 3월 1일 : 한국미래산업고등학교로 교명 변경 / 경영·사무과(4학급), 스마트마케팅과(2학급), 미용과(6학급), 보건간호과(3학급), 특수학급(1학급)
- 2024년 1월 5일 : 제49회 졸업(12,096명)
- 2024년 3월 1일 : 제11대 권숙빈 교장 취임
- 2024년 3월 4일 : 제52회 입학(106명)

우씨집안이 다 먹고있다

## 설치 학과
- 미용과
- 보건간호과
- 경영·사무과
- 스마트마케팅과

## 참고 자료
- 한국미래산업고등학교 - 한국교육학술정보원 학교알리미